# Daniel Alonso Rubio
Daniel Alonso Rubio (Ponferrada, León, España. 29 de julio de 1982) es un futbolista español. Actualmente milita en el CD La Virgen del Camino del Grupo VIII de la Tercera División de España.

## Clubes
| Club                    | País    | Año       |
| ----------------------- | ------- | --------- |
| Cultural Leonesa        | España  | 2004-2005 |
| Unión Collado Villalba  | España  | 2005-2006 |
| CD Manchego             | España  | 2006-2008 |
| CD Toledo               | España  | 2008-2012 |
| CD Badajoz 1905         | España  | 2012-2013 |
| Club Jorge Wilstermann  | Bolivia | 2013-2014 |
| Mérida AD               | España  | 2014-2015 |
| CD La Virgen del Camino | España  | 2015-     |